# Мирко Вучинић
Мирко Вучинић (Никшић, 1. октобар 1983) је црногорски бивши фудбалер, који је играо на позицији нападача.

## Клупска каријера
Каријеру је започео у фудбалском клубу Сутјеска из Никшића, и у првом тиму заиграо када је имао 16 година и 1 дан. Дуго је држао рекорд у српском фудбалу као најмлађи дебитант у првој савезној лиги, све до тренутка када је Славко Перовић у београдском ФК Обилићу дебитовао за први тим са 15 година и 311 дана. Међутим, после те утакмице настао је велики проблем, који је претио да доведе до правог скандала. Утврђено је да Перовић није имао неопходно специјално лекарско уверење, али с обзиром на то да је Партизан победио, нико се није жалио, па је све некако заташкано.
Међутим, Мирко Вучинић је још увек најмлађи стрелац у историји, пошто је на дебију постигао погодак.
У Италију је дошао 1999. године у Лече где је играо пуних пет сезона, и одиграо 111 утакмица и постигао 34 гола.
У Рому је стигао 2006. на позајмицу из Лечеа за 3,5 милиона еура. Након једногодишње позајмице и добрих игара те године, управа Роме је одлучила да откупи његов уговор вредан 7,5 милиона еура. Са Ромом осваја два Купа Италије (2007. и 2008.) и један Суперкуп (2008)
Од јула 2011. наступао за торински Јувентус са којим је освојио три титуле првака (2012, 2013. и 2014.) и два Суперкупа (2013. и 2014).
У јулу 2014. прешао је у редове Ал Џазире из Уједињених Арапских Емирата. Са тимом из Абу Дабија потписао је уговор на три године, а италијански медији навели су да ће зарадити око 15 милиона евра, не рачунајући одређене бонусе.

## Репрезентативна каријера
Троструки стрелац на првој утакмици баража за Европско првенство младих репрезентација у коме је репрезентација СЦГ савладала Хрватску са 3:1 (1:1). Нажалост, на том Европском првенству за играче до 21. године је истегао лигаменте колена и пропустио Светско првенство 2006. у Немачкој.
Одиграо је 3 сусрета за репрезентацију Србије и Црне Горе. Дебитовао је 4. јуна 2005. против Белгије (0:0) у квалификацијама за Светско првенство 2006. а играо је још и три дана касније против Италије (1:1) у Торонту и 1. марта 2006. против Туниса (1:0).
Од формирања фудбалске репрезентације Црне Горе, је као капитен предводио „соколове“.

## Трофеји
Рома
- Куп Италије (2) : 2006/07, 2007/08.
- Суперкуп Италије (1) : 2007.

Јувентус
- Серија А (3) : 2011/12, 2012/13, 2013/14.
- Суперкуп Италије (2) : 2012, 2013.